# Джак Райън: Теория на хаоса
„Джак Райън: Теория на хаоса“ (на английски: Jack Ryan: Shadow Recruit) е щатски екшън трилър от 2014 г., базиран на героя Джак Райън, създаден от автора Том Кланси, и това е петият филм от поредицата „Джак Райън“. Режисьор е Кенет Брана, сценаристи са Адам Козад и Дейвид Коп, във филма участват Крис Пайн, Кевин Костнър, Кевин Костнър и Кийра Найтли.
Филмът е пуснат в Съединените щати на 17 януари 2014 г. и печели повече 130 млн. щ.д. Посвещава се на Кланси, който умира на 1 октомври 2013 г.

## Актьорски състав
| Актьор           | Роля                |
| ---------------- | ------------------- |
| Крис Пайн        | Джак Райън          |
| Кийра Найтли     | Кати Мълър          |
| Кевин Костнър    | Томас Харпър        |
| Кенет Брана      | Виктор Черевин      |
| Лен Кудрявицки   | Константин          |
| Алек Утгоф       | Александър Боровски |
| Елена Великанова | Катя                |
| Питър Андерсон   | Димитри Ленков      |
| Нонсо Анози      | Емби Денг           |
| Кълм Фиор        | Роб Берингър        |
| Джема Чан        | Ейми Чанг           |
| Дейвид Пеймър    | Диксън Люис         |

## В България
В България филмът е пуснат по кината на 31 януари 2014 г. от „Форум Филм България“.
На 25 март 2016 г. е излъчен премиерно по „Нова телевизия“ в петък от 20:00 ч.
Български дублаж
| Озвучаващи артисти  | Христина Ибришимова Даниела Йорданова Лиза Шопова Симеон Владов Димитър Иванчев Стефан Сърчаджиев-Съра |
| Преводач            | Саша Добрева                                                                                           |
| Тонрежисьор         | Димитър Кукушев                                                                                        |
| Режисьор на дублажа | Димитър Кръстев                                                                                        |